# Dogon jezici
Dogonski jezici, jedna od glavnih skupina voltaško-kongoanskih jezika kojima se služe Dogoni iz afričke države Mali. Obuhvaća 10 dogon jezika: bangeri me, bondum dom, dogul dom, donno so, jamsay, kolum so, tene kan, tomo kan, toro so, toro tegu; po novijoj klasifikaciji 14.

## Vanjske poveznice
- Ethnologue (14th)